# Arroio do Meio
Arroio do Meio este un oraș în Rio Grande do Sul (RS), Brazilia. 